# Einsatz in Hamburg – Der Tote an der Elbe
Der Tote an der Elbe ist ein deutscher Fernsehfilm von Thomas Jahn aus dem Jahr 2011. Es handelt sich um die vierzehnte Episode der ZDF-Kriminalfilmreihe Einsatz in Hamburg, deren ersten beiden Filme unter dem Reihentitel Jenny Berlin ausgestrahlt wurden.

## Handlung
Der Privatdetektiv Werner Zarkowski wird im nächtlichen Hamburg von einem Wagen verfolgt. Er kann seinem Verfolger zunächst entkommen, wird dann aber am nächsten Morgen in seinem Auto erschossen aufgefunden. An der Windschutzscheibe finden die Ermittler Berlin, Wolfer und Brehm noch eine letzte Botschaft, es ist eine liegende Acht (das Ewigkeitszeichen), die Zarkowski mit seinem eigenen Blut in seinen letzten Atemzügen gemalt hat.
Die Kommissare wollen sich als erstes in der Wohnung des Opfers umsehen und finden dort eine sichtlich verzweifelte Frau, die gerade dabei ist Fotos zu verbrennen, die der Detektiv heimlich von ihr gemacht hatte. Sie gibt an, die Noch-Ehefrau von Zarkowski zu sein. Mit den Fotos wollte er sie angeblich erpressen, um das Sorgerecht für ihren gemeinsamen Sohn zu bekommen. Da sich in der Wohnung unzählige Unterlagen von Zarkowskis Fällen befinden, wollen sich die Ermittler erst einmal auf dessen jüngste Fälle konzentrieren. Laut Parkticket, das im Auto des Toten gefunden wurde, war er zuletzt am Flughafen und auf dem Weg von dort wurde er ermordet. Womöglich hatte er dort etwas gesehen und fotografiert, was ihm zum Verhängnis wurde. Aber schon in Zarkowskis direktem Umfeld findet sich ein Verdächtiger: Rolf Bernstein. Er produziert Pornofilme und der Detektiv hatte sein Büro direkt gegenüber. Bernstein gibt an, dass Zarkowski täglich Fotos von seinem Fenster aus in seine Studioräume gemacht hätte und diese Fotos dann sogar einem Internethändler angeboten hätte. Jenny Berlin erhofft sich nun von den letzten Aufnahmen, die Bernstein gemacht hatte, Rückschlüsse auf Bewegungen und Personen in Zarkowskis Wohnung. Während Wolfer diese Aufnahmen sichtet, findet Berlin in Zarkowskis Unterlagen die Visitenkarte eines Juweliers, dessen Logo die „liegende Acht“ trägt und in diesem Fall zwei Ringe symbolisiert, bzw. die beiden „oo“ aus dem Namen des Juweliers und nicht das von Brehm favorisierte Unendlichzeichen, wie es an Fotoobjektiven zu finden ist. Berlin und Brehm kontaktieren daraufhin Juwelier Coosen, der sofort bestätigt den Detektiv gekannt zu haben, schließlich hätte dieser für ihn gearbeitet. Coosen bittet die Kriminalbeamten um Verschwiegenheit und gibt an, dass er vor kurzem einem Kunden ein Collier im Wert von 320.000 Euro verkauft hätte. Als das Schmuckstück den Kunden erreicht hatte, wären dort nur synthetische Diamanten festzustellen gewesen, was für Coosen nur den Schluss zulässt, dass es in seiner Firma ausgetauscht worden sein kann. Daher hatte er Zarkowski beauftragt seinen angehenden Schwiegersohn Kai Jensen zu überwachen, weil er sich nur vorstellen kann, dass dieser als Flugbegleiter diese minderwertigen Diamanten ins Land schmuggelt. Coosens Tochter hält diesen Vorwurf für absurd und nur eine Begründung ihres Vaters, um einen Keil zwischen sie und Kai zu treiben. Kurz nachdem Kai von einem Flug aus der Türkei zurückgekommen ist, observieren ihn Berlin und Wolfer. Sie folgen ihm bis in eine große Einkaufspassage und können ihn dabei beobachten, wie er pausenlos mit jemandem telefoniert. Nachdem sie ihn kurzfristig aus den Augen verlieren und Wolfer auf der Toilette nachsehen will, kommt ihm von dort eine maskierte Person entgegen und schießt sofort auf ihn. Im Gewühl der Menschen kann der Täter entkommen. Wolfer wird in die Klinik gebracht. Auf der Toilette findet Berlin Kai Jensen, ebenfalls leicht verletzt. Er gesteht der Kommissarin, dass er seit vier Jahren für einen Unbekannten Diamanten schmuggelt, weil dieser sonst seiner Braut etwas antun will. Vor einiger Zeit wurde Teresa Coosen sogar entführt, ohne dass ihr Vater dies der Polizei gemeldet hätte.
Wie die Recherchen ergeben, hat Coosen einen Sohn, der schwer drogensüchtig ist und sich deshalb in einer Privattherapie befindet. Berlin will auch mit Phillip Coosen sprechen, der wie in einer Art Gefängnis gehalten wird. Die Betreuerin meint, dass es nicht normal sei, dass ihre Methadonterapie nicht anschlägt. Ihrer Meinung nach muss der Junge irgendwie weiter an Drogen gelangen. Berlin macht sich selber ein Bild und verdächtigt zunächst Frank Römer, den Mann, der Phillip bewacht. Sie hat aber auch erfahren, dass Teresa ihren Bruder fast jeden Tag besuchen kommt. Gerade als Brehm Teresas Gesicht auch im Hintergrund auf den Filmaufnahmen von Bernstein entdeckt, was beweist, dass sie in Zarkowskis Büro eingebrochen ist, erreicht ihn ein Notruf von Berlin. Frank Römer hat sie eingeschlossen und als Brehm sie befreit, finden sie Phillips private Krankenschwester erschossen vor. Gemeinsam fahren Berlin und Brehm zu Coosens Villa. Dort stellt gerade Teresa ihren Vater zur Rede, warum sie ihm nichts wert gewesen wäre. Während sie sechs Wochen Entführung ertragen musste, hätte er nichts unternommen. Frank Römer gehörte zu den Entführern. Er hatte sich in Teresa verliebt und als ihr Vater nicht zahlte, mit ihr den Plan gefasst, sie zu befreien, um sich ihr Geld in Form von Diamanten aus der Firma zu holen. Als Zarkowski dahintergekommen war, hatten sie ihn ausgeschaltet.
Inzwischen wird Coosens Haus von der Polizei umstellt und in einem Großeinsatz die Situation unblutig beendet. Teresa Coosen und Frank Römer werden festgenommen.

## Hintergrund
Die Dreharbeiten erstreckten sich vom 12. Juli 2010 bis zum 6. August 2010. Es wurde unter dem Arbeitstitel Tödliche Rubine in Hamburg und Umgebung gedreht.
Der Film war der zweite und letzte Auftritt von Carolin Wosnitza, bekannt als Pornostar Sexy Cora, in einem seriösen Film. Der Film wurde am 27. August 2011 gesendet, Carolin Wosnitza war bereits am 20. Januar 2011 verstorben.

## Rezeption

### Einschaltquote
Die Erstausstrahlung von Einsatz in Hamburg – Der Tote an der Elbe am 27. August 2011 im ZDF erreichte 6,07 Millionen Zuschauer und einen Marktanteil von 22,2 Prozent.

### Kritik
Rainer Tittelbach von tittelbach.tv meinte: „Die Kommissare stolpern durch einen Fall, dessen Logistik, aufgeladen mit einer maßlosen, aber leider bis zum Schluss unsichtbaren kriminellen Energie, eine hübsch trashige Räuber-Pistole hätte abgeben können. Das Prinzip dieses Krimis ist die Überraschung. Die Witzebene berührt den Stammtisch und die Qualität der Montage bewegt sich auf Krimiserien-Niveau.“ „Das Sounddesign knallt ähnlich unvermittelt rein wie der brutale Erpresser in Schwarz. Das ist insgesamt nicht unspannend, aber weit unter ‚Samstags-Krimi‘-Niveau.“
Bei Quotenmeter.de wertete Jürgen Kirsch: „Der Filmtitel […] lässt nur wenig erahnen, was der Film zu bieten hat. Auf den ersten Blick wird ein typischer Kriminalfilm suggeriert, doch deckt Regisseur Thomas Jahn […] eine thematisch große Bandbreite ab.“ „Er setzt dabei auch auf das filmische Element der Montage und bringt so das Niveau einer guten Krimi-Serie in den 90-Minüter. Doch nicht nur die Krimihandlung ist gut inszeniert. Hinzu kommt noch eine durchaus witzige Ebene im Film, die - an den richtigen Stellen platziert – die teils sehr ernste Geschichte etwas auflockert.“
Die Kritiker der Fernsehzeitschrift TV Spielfilm vergaben dem Film eine mittlere Wertung, sie zeigten mit dem Daumen zur Seite. Das Urteil lautete: „Der Fall offenbart ein perfides Familienrachedrama. Auch wenn es arg konstruiert ist und mit testosterongesteuerten Gags protzt, kurzweilig ist es allemal.“ Das Resümee der Redaktion: „Kein Krimijuwel, aber mit anständig Schliff“.